# Les Orphelins (film, 2025)
Pour les articles homonymes, voir Les Orphelins.
Pour plus de détails, voir Fiche technique et Distribution.
Les Orphelins est un film français réalisé par Olivier Schneider et sorti en 2025. Il met en scène Alban Lenoir (également scénariste) et Dali Benssalah dans les rôles titres.

## Synopsis
Gabriel et Idriss, deux anciens amis d'enfance, ont pris des chemins différents : le premier est devenu inspecteur au sein l’IGPN, tandis que le second a rejoint le grand banditisme. Ils sont cependant amenés à se retrouver lorsque leur premier amour est victime d'un accident de la route suspect. Sa fille Leïla découvre qu'une entreprise est liée à l'accident et cherche à étouffer l'affaire. La jeune fille décide de mener ses investigations mais se retrouve en grand danger. Les deux hommes sont forcés de faire équipe pour sauver Leïla et mettre hors d'état de nuire les pontes de l'entreprise.

## Fiche technique
Sauf indication contraire, les informations mentionnées dans cette section peuvent être confirmées par les bases de données cinématographiques IMDb et Allociné,  présentes dans la section « Liens externes ».
- Titre original : Les Orphelins
- Réalisation : Olivier Schneider
- Scénario : Nicolas Peufaillit, Olivier Schneider, Jean-André Yerlès et Alban Lenoir
- Musique : Paul-Marie Barbier, Julien Grunberg
- Photographie : Maxime Cointe
- Montage : Tianès Montasser
- Son : Samuel Aïchoun
- Maquillage : Magali Marchand
- Production : Rémi Leautier, Sidonie Dumas, Rémi Cervoni
- Sociétés de production : Inoxy Films, TF1 Films Production, Gaumont Production et Netflix
- Société de distribution : Gaumont
- Budget : 18,54 millions d'euros[1]
- Pays de production :  France
- Langue originale : français
- Format : couleur
- Genre : action, policier, drame
- Durée : 95 minutes
- Date de sortie : 
  - France : 20 août 2025[2]

## Distribution
- Alban Lenoir : Gabriel
- Dali Benssalah : Idriss
- Sonia Faidi : Leïla
- Suzanne Clément : Christina
- Anouk Grinberg : Fanny
- Romain Levi : Jonas
- Naidra Ayadi : Sofia

## Production

### Attribution des rôles
En juillet 2024, Alban Lenoir et Dali Benssalah sont annoncés dans les rôles-titres.

### Tournage
Le tournage débute au printemps 2024. Plusieurs scènes sont tournées à Biarritz et à Saint-Jean-de-Luz en juillet,.

## Sortie
La sortie du film est annoncée pour le 20 août 2025.